# Leonid Nikolajewitsch Jefremow
Leonid Nikolajewitsch Jefremow (russisch Леонид Николаевич Ефре́мов; * 25. Maijul. / 7. Juni 1912greg. in Woronesch, Gouvernement Woronesch, Russisches Kaiserreich; † 25. Juni 2007 in Moskau) war ein sowjetischer Politiker der Kommunistischen Partei der Sowjetunion (KPdSU), der unter anderem von 1962 bis 1966 Kandidat des Politbüros des ZK der KPdSU war.

## Leben
Leonid Nikolajewitsch Jefremow absolvierte zwischen 1929 und 1933 ein Studium am Institut für Landmaschinenbau in Woronesch und war daraufhin von 1933 bis 1935 als Ingenieur und technischer Arbeiter in Traktorenreparaturwerkstätten in der Oblast Omsk tätig. Im Anschluss war er zwischen 1935 und 1940 in verschiedenen Funktionen als Mechaniker und Ingenieur in der Maschinenbaufabrik „Kliment Jefremowitsch Woroschilow“ sowie in der Flugzeugfabrik Nr. 2 in Woronesch tätig und absolvierte zudem zwischen 1935 und 1941 ein Fernstudium an der Fakultät für Maschinenbau des All-Unionsinstitut für Mechanik in Moskau, welches er jedoch nicht abschloss. Er war zwischen 1940 und 1941 Mitarbeiter der Handelsvertretung der UdSSR in Deutschland und wurde 1941 Mitglied der Kommunistischen Partei der Sowjetunion (KPdSU). Nachdem er bis November 1941 Chefmechaniker in der Maschinenbaufabrik „Kliment Jefremowitsch Woroschilow“ in Woronosch war, arbeitete er zwischen November 1941 und November 1944 als Chefmechaniker im Werk Nr. 18 in Kuibyschew. Er wechselte daraufhin in die Parteiverwaltung als hauptamtlicher Parteifunktionär und dort ab November 1944 Sekretär des Parteikomitees im Werk Nr. 18 und zuletzt bis 1946 auch Erster Sekretär des Parteikomitees im Kuibyschewer Stadtbezirk Kirow. Im Anschluss fungierte er zwischen 1946 und 1949 als Zweitersekretär des Parteikomitees der Stadt Kuibyschew und daraufhin von 1949 bis zum 31. Mai 1951 als Zweiter Sekretär des Parteikomitees der Oblast Kuibyschew, ehe er zwischen dem 7. Juni 1951 und dem 26. September 1952 Vorsitzender des Exekutivkomitees des Rates der Oblast Kuibyschew war.
Am 22. August 1952 wurde Jefremow Erster Sekretär des Parteikomitees der Oblast Kursk und bekleidete diese Funktion bis zum 26. August 1958. Auf dem XIX. Parteitag der KPdSU (5.–14. Oktober 1952) wurde er erstmals zum Mitglied des Zentralkomitees (ZK) gewählt und hatte diese Funktion nach seinen Wiederwahlen auf dem XX. Parteitag (14.–25. Februar 1956), dem XXI. Parteitag (27. Januar–5. Februar 1959), dem XXII. Parteitag (17.–31. Oktober 1961) sowie dem XXIII. Parteitag (29. März–8. April 1966) bis zum XXIV. Parteitag (30. März–9. April 1971) inne. Er bekleidete zwischen dem 23. August 1958 und dem 7. Dezember 1962 die Funktion als Erster Sekretär des Parteikomitees der Oblast Gorki und gehörte zudem von 1959 bis Januar 1965 dem Büro des Zentralkomitees (ZK) der KPdSU für die Russische Sozialistische Föderative Sowjetrepublik RSFSR als Mitglied an, wobei er zwischen Dezember 1962 und Januar 1965 außerdem in Personalunion Erster Stellvertretender Vorsitzender des Büros des ZK der KPdSU für die RSFSR sowie Vorsitzender des Büros des ZK der KPdSU für Landwirtschaftsverwaltung der RSFSR war.
Leonid Jefremow wurde auf einem ZK-Plenum am 23. November 1962 außerdem Kandidat des Politbüros des ZK der KPdSU und hatte diese Funktion im obersten Führungsgremium der Partei bis zum XXIII. Parteitag am 29. März 1966 inne. Im Dezember 1964 übernahm er den Posten als Erster Sekretär des Parteikomitees der Region Stawropol und bekleidete diesen bis zu seiner Ablösung durch Michail Sergejewitsch Gorbatschow am 10. April 1970. Er selbst war daraufhin von 1970 bis 1988 Erster Stellvertretender Vorsitzender des Staatskomitees für Wissenschaft und Technologie beim Ministerrat der UdSSR. Nachdem er aus dem ZK ausgeschieden war, wurde er auf dem XXIV. Parteitag (30. März–9. April 1971) zum Mitglied der Zentralen Revisionskommission (ZRK) der KPdSU gewählt und gehörte diesem Gremium nach seinen Wiederwahlen auf dem XXV. Parteitag (24. Februar–5. März 1976), dem XXVI. Parteitag (23. Februar–3. März 1981) und dem XXVII. Parteitag (25. Februar–6. März 1986) bis zum 25. April 1989 an.
Für seine Verdienste in der Sowjetunion wurde Jefremow mehrfach ausgezeichnet und erhielt unter anderem fünf Mal den Leninorden (2. Juli 1945, 7. Dezember 1957, 6. Juni 1962, 4. Juni 1982, 5. Juni 1987), den Orden der Oktoberrevolution (9. September 1971), drei Mal den Orden des Roten Banners der Arbeit (21. Juni 1943, 19. April 1967, 17. März 1976) sowie den Orden des Roten Sterns (1. Januar 1942). Nach seinem Tode wurde er auf dem Kunzewoer Friedhof in Moskau beigesetzt.